# 吳振瑞
吳振瑞（1908年—1993年7月15日），生於台灣屏東，曾任高雄旗山青果合作社理事主席。在任內成功將台灣香蕉外銷至日本，被台灣蕉農稱為「香蕉大王」、「蕉神」。後因「剝蕉案」入獄，後人多認為此為冤案。

## 生平
1960年，成為高雄青果合作社理事主席。
1963年，日本開放台灣香蕉進口，香蕉外銷成為台灣當時獲利最豐的農產品之一。吳振瑞利用與日本商社間的良好關係以及良好的談判手腕，爭取台灣香蕉在日本的市場。當時台灣香蕉在日本市場佔有率為90%，年出口量高達2700萬箱，每年賺取外匯6000萬美元，改善了台灣南部蕉農的生活，也強化了台灣經濟。
為了打破青果輸出公會的壟斷，吳振瑞爭取五五制，把台灣輸出日本配額的一半爭取回青果合作社手中，減少了中間人為剝削，使蕉農的利潤增加。
1969年3月7日，爆發剝蕉案，又稱金盤金碗案。因為外銷業務良好，高雄青果合作社通過以金盤金碗來作為獎品，檢方以貪污等罪起訴吳振瑞，以及青果合作社中的社員，稱他們為蕉蟲，指控他們剝削蕉農。
吳振瑞最初以貪污、背信等罪起訴，一審判刑8年，二審時因查無舞弊違法情形，故以違反政府依《國家總動員法》所發禁止黃金買賣之行政命令判刑。1972年5月10日，高雄青果社舞弊案最高法院判決確定，吳振瑞被判刑2年6個月。
在剝蕉案發生後，台灣香蕉至日本的銷量，年出口量減少至700萬箱。日本隨後引進菲律賓香蕉，台灣香蕉出口市場嚴重受到打擊，香蕉出口的黃金時期也宣告結束。
吳振瑞出獄後，移居日本東京都。1989年10月6日，吳振瑞回國，受到南部農民熱烈歡迎，也開始有人為他平反。台灣農民聯盟為他安排一系列座談會，談論當年事件的過程，希望為他恢復名譽。中華民國政府派人私下交還當年沒收的金盤、金碗，吳振瑞因年事已高，也不願意再上法院爭訟，雙方達成和解，非正式的平反此案。

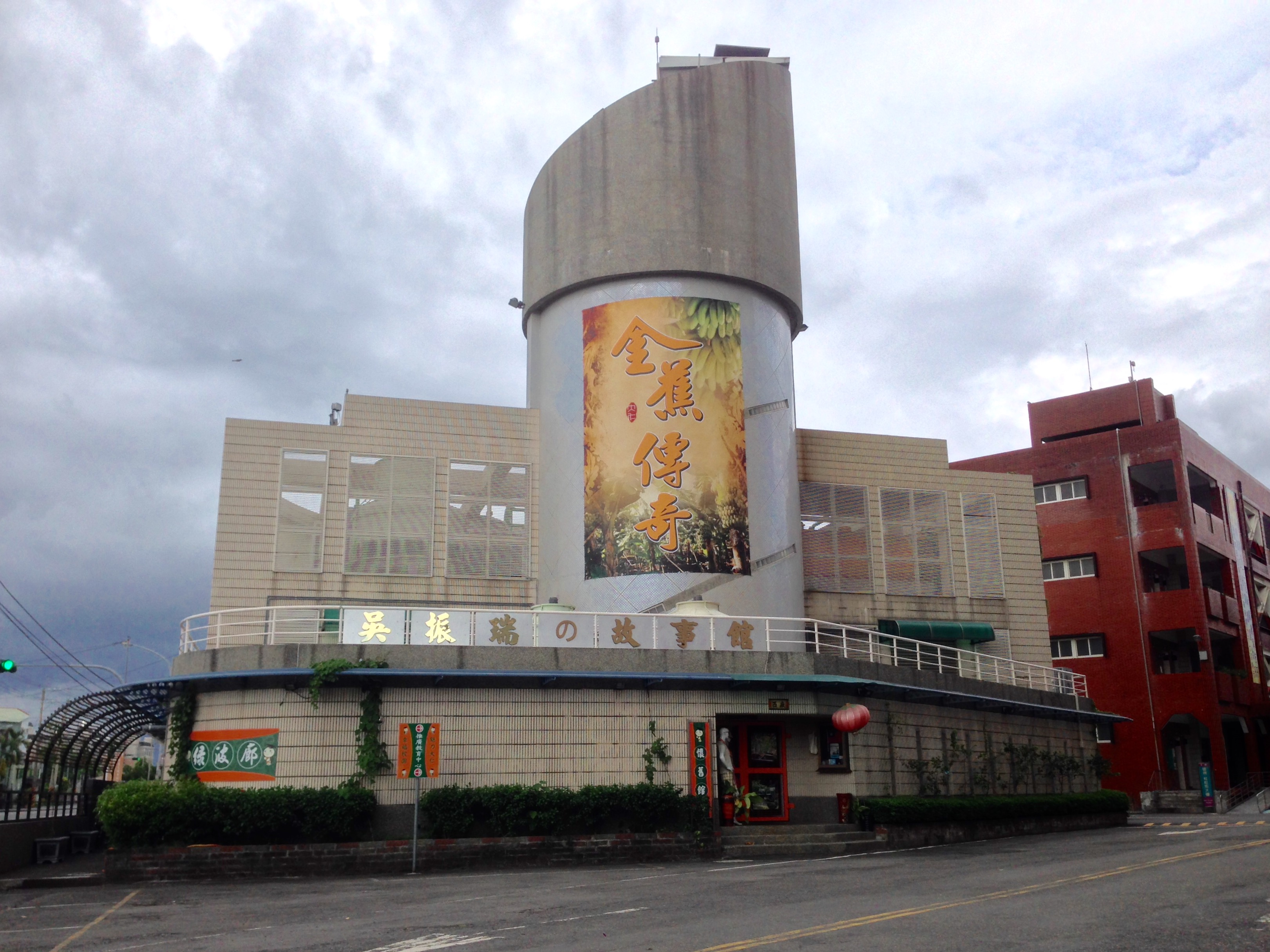
大仁科技大學吳振瑞故事館

短暫訪問台灣之後，吳振瑞終老於東京。

## 家庭
- 弟吳振武[1]
- 其子吳庭芳、吳庭光、吳庭和，吳庭和曾任全美臺灣同鄉會會長、世界台灣同鄉會聯合會秘書長、2011年代理台灣獨立建國聯盟主席。[2]

## 其他
2019年，李旺台便以吳振瑞生平為題材作歷史小說《蕉王吳振瑞》，一舉奪得第四屆台灣歷史小說獎佳作。

## 外部連結
- 《台灣公論報》馮清春 為蕉界功臣吳振瑞冤案平反憶往
- 鏡文學最新出版《蕉王吳振瑞》　台灣首位農村之神打造黃金盛世傳奇故事（页面存档备份，存于）
- 隱藏的歷史、冤曲的台灣、黑暗的政治——序李旺台《蕉王吳振瑞》